# Magical Mystery Tour
Magical Mystery Tour, ett musikalbum av The Beatles. Albumet gavs ut som LP i USA den 27 november 1967 på skivbolaget EMI/Capitol och som dubbel-EP i Storbritannien den 8 december 1967 
på skivbolaget EMI/Parlophone.
Den amerikanska versionen innehåller förutom de sex låtarna från TV-filmen Magical Mystery Tour även fem låtar som Beatles tidigare släppt på singlar 1967. Dessa var ursprungligen enbart i fejkstereo på den amerikanska stereoversionen av LP:n. När LP:n senare gavs ut i Tyskland var samtliga låtar i stereo. Det är denna tyska version som den 21 september 1987 gavs ut på cd och sedan dess är den som gäller som standardversionen av albumet. 
Dubbel-EP:n gavs inte bara ut i mono- utan också i stereoversion, vilket vid denna tid var mycket ovanligt för 45-varvsskivor. Monoversionen mixades dock först. När man mixade "I Am the Walrus" kom en del av BBC:s radiosändning av Shakespeares pjäs King Lear med. Vid stereomixningen valde man att behålla detta inslag. Stereoversionen går därför på slutet över i s.k. fejkstereo. (Introt till "I Am the Walrus" är längre på stereo- än på monoversionen - ljudslingan spelas på denna sex gånger i stället för fyra.)
Efter albumet Sgt. Pepper's Lonely Hearts Club Band ville The Beatles göra en film om sin musik. Gruppens manager Brian Epstein hade avlidit i augusti 1967 och Paul McCartney tog nu ledningen för det praktiska arbetet. Det hela resulterade i filmen Magical Mystery Tour som följer Beatlesmedlemmarna då de färdas runt i en buss. Inspirationen kom till stor del från Gökboets författare Ken Kesey, som 1964 kört runt i en magisk buss tillsammans med en grupp som kallades Merry Pranksters.
Soundtracket till filmen gavs sedan ut med samma namn. Filmen innehöll sex nya låtar, vilket inte räckte till att fylla en hel LP, så man bestämde sig för att göra något så ovanligt som en dubbel-EP. (Dubbel-EP:n innehöll dock enbart sex låtar och inte åtta, vilket en dubbel-EP normalt borde ha gjort.) I albumet ingick, förutom de två skivorna, ett 24-sidigt häfte med hela storyn från filmen i form av en tecknad serie. Dessutom följde texterna till samtliga låtar (utom "Flying", som var instrumental) med, vilket måste anses vara extremt ovanligt för 45-varvsskivor. Detta var bara ett halvår efter att Beatles för första gången publicerat texterna i tryck på Sgt. Pepper-LP:n.
I USA gavs albumet ut i LP-format. A-sidan innehöll de sex låtarna från filmen och B-sidan fylldes ut med en samling A- och B-sidor från singelskivor. Detta album sålde så bra att EMI 1976 beslutade att införliva det i den brittiska beatlesdiskografin. På så sätt slapp man i framtiden det besvärliga EP-formatet när det var dags att pressa nya exemplar av Magical Mystery Tour. 
Albumet får betraktas som ett mellanting mellan ett originalalbum och ett samlingsalbum. Även om den amerikanska LP:n släpptes något tidigare än den europeiska dubbel-EP:n, hade sex av de elva låtarna (hela baksidan plus I Am the Walrus) tidigare funnits på singlar. Singeln "Strawberry Fields Forever/Penny Lane" hade kommit ut den 13 februari 1967, singeln "All You Need Is Love/Baby You're a Rich Man" den 7 juli 1967 och singeln "Hello, Goodbye/I Am the Walrus" den 24 november 1967.
När Beatles skivor på 1980-talet började ges ut som CD valdes genomgående de europeiska versionerna av gruppens LP-skivor med ett undantag. Den amerikanska Magical Mystery Tour togs med vilket bidragit till den felaktiga uppfattningen att detta skulle vara en original-LP. I TV-frågesporten På spåret ställdes t. ex. frågan på vilken LP "All You Need Is Love" fanns med och svaret skulle enligt programledningen vara Magical Mystery Tour. Detta var en slamkrypare som fick Beatlesvänner att ringa till TV-ledningen och klaga.
När EMI på 1978-1979 gav ut LP-boxar i både mono och stereo med Beatles samtliga LP-skivor fanns inte Magical Mystery Tour med. Däremot finns albumet med i cd-boxar (både mono och stereo) som släpptes i september 2009.

## Låtlista
Låtarna skrivna av Lennon/McCartney, där inget annat namn anges

### Brittisk EP-version
Parlophone MMT-1 Mono/SMMT-1 Stereo

#### Sida 1
| Nr | Titel                   | Längd |
| -- | ----------------------- | ----- |
| 1. | Magical Mystery Tour    | 2:51  |
| 2. | Your Mother Should Know | 2:29  |

#### Sida 2
| Nr | Titel           | Längd |
| -- | --------------- | ----- |
| 3. | I Am the Walrus | 4:34  |

#### Sida 3
| Nr | Titel                                                                              | Längd |
| -- | ---------------------------------------------------------------------------------- | ----- |
| 4. | The Fool on the Hill                                                               | 3:00  |
| 5. | Flying (Instrumental) (John Lennon/Paul McCartney/George Harrison/Richard Starkey) | 2:17  |

#### Sida 4
| Nr           | Titel                          | Längd |
| ------------ | ------------------------------ | ----- |
| 6.           | Blue Jay Way (George Harrison) | 3:56  |
| Total längd: | Total längd:                   | 19:08 |

### Amerikansk LP-version

#### Sida 1
| Nr | Titel                                                                              | Längd |
| -- | ---------------------------------------------------------------------------------- | ----- |
| 1. | Magical Mystery Tour                                                               | 2:48  |
| 2. | The Fool on the Hill                                                               | 3:00  |
| 3. | Flying (Instrumental) (John Lennon/Paul McCartney/George Harrison/Richard Starkey) | 2:16  |
| 4. | Blue Jay Way (George Harrison)                                                     | 3:50  |
| 5. | Your Mother Should Know                                                            | 2:33  |
| 6. | I Am the Walrus                                                                    | 4:35  |

#### Sida 2
| Nr           | Titel                     | Längd |
| ------------ | ------------------------- | ----- |
| 1.           | Hello, Goodbye            | 3:24  |
| 2.           | Strawberry Fields Forever | 4:05  |
| 3.           | Penny Lane                | 3:00  |
| 4.           | Baby You're a Rich Man    | 3:07  |
| 5.           | All You Need Is Love      | 3:57  |
| Total längd: | Total längd:              | 36:35 |

## Listplaceringar, EP-version
| Lista (1967-1968) | Position         |
| ----------------- | ---------------- |
| Australien        | 3 (Go Set)       |
| Danmark           | 2 (DR "Top 20")  |
| Finland           | 17               |
| Irland            | 17               |
| Nederländerna     | 2                |
| Norge             | 5 (VG-lista)     |
| Nya Zeeland       | 3 (NZ Listner)   |
| Schweiz           | 6                |
| Spanien           | 7                |
| Storbritannien    | 2                |
| Sverige           | 3 (Kvällstoppen) |
| Västtyskland      | 8                |

## Listplaceringar, LP-version
| Lista (1967-1968) | Position          |
| ----------------- | ----------------- |
| USA               | 1 (Billboard 200) |